# MARC
MARC (англ. Machine-Readable Cataloging, «машиночитна каталогізація») — формат машиночитного каталогізаційного запису.

## Історія
Уперше програма MARC Ⅰ була розроблена Бібліотекою Конгресу США у 1965—1966 роках з метою отримання даних каталогізації в машиночитній формі. Аналогічна робота виконувалась у Великій Британії Радою з Британської національної каталогізації для забезпечення використання машиночитних даних при підготовці друкованого видання Британської національної бібліографій — British national Bibliography (проєкт BNB MARC). На основі вказаних розробок у 1968 році почав створюватися комунікативний англо-американський формат MARC (проєкт MARC II). Цілями його створення стало забезпечення:
- гнучкості рішення каталогізаційних та інших бібліотечних завдань,
- придатності для національного бібліографічного опису будь-яких видів документів та використання структури запису в автоматизованих системах.

У процесі розвитку використання формату в 1970-х рр.. з’явилися понад 20 його різних версій, орієнтованих на національні правила каталогізації (у тому числі UKMARC, INTERMARC, USMARC, AUSMARC, CANMARC, DanMARC, LCMARC, NorMARCV SwaMARC та ін.).
У своїх останніх редакціях формат USMARC перетворився в комплекс спеціалізованих форматів (USMARC Concise Formats) для запису бібліографічних, авторитетних, класифікаційних даних, даних про фонди та громадської інформації (відповідно — USMARC for Bibliographic Date; USMARC Format for Authority Data, USMARC for Classification Data, USMARC Format for Holding Data, USMARC Format for Community information). Кожен із зазначених форматів опублікований, містить подібний опис полів, інструкції по застосуванню і правила, що забезпечують введення та ідентифікацію даних. Для подолання несумісності цих форматів у 1977 році Міжнародною федерацією бібліотечних асоціацій та установ (ІФЛА) було випущено видання «Універсальний формат MARC» (Universal MARC Format, UNIMARC). Його метою проголошено „… сприяння міжнародному обміну даними в машиночитній формі між національними бібліографічними службами“. Передбачалося, що цей формат має стати посередником між будь-якими національними версіями форматів MARC і, отже, забезпечувати конвертування даних з національного формату в нього, а з нього — в інший національний формат. 1980 року вийшло в світ друге видання UNIMARC, а 1983 року — UNIMARC Handbook, в яких основна увага приділялася каталогізації монографій і серіальних видань. При цьому були використані вимоги Міжнародного стандартного бібліографічного опису (ISBD).
1987 року видана нова версія формату UNIMARC, відображена у Посібнику по застосуванню UNIMARC — UNIMARC Manual, яка розширила його дію на інші види документів. Окрім того, Посібник передбачував можливість використання даного формату „як моделі для розробки нових машинозчитуваних бібліографічних форматів“. Подальший розвиток формату було пов’язано, зокрема, зі створенням його різновидів для ведення так званих авторитетних записів, які забезпечують технологію ведення масивів імен персоналій та найменувань (організацій, видань тощо) для однозначного й зручного їх використання при автоматизованій обробці бібліографічної документів, відповідний формат UNIMARC/AUTHORITIES був опублікований 1991 року.
У тому ж році в рамках програми ІФЛА «Універсальний бібліографічний облік та міжнародна програма MARC» (Universal Bibliographic Control and International MARC — UBCIM) створений Постійний комітет з UNIMARC (PUC), на який покладено функції контролю за розвитком формату, включаючи забезпечення сумісності внесених змін раніше розробленим його версіями. Необхідність зазначених функцій була викликана продовженням розвитку національних версій формату MARC. Проте в подальшому при провідній ролі Бібліотеки Конгресу США докладала зусиль по створенню на базі трьох близьких між собою національних версій формату MARC — USMARC, UKMARC і CANMARC — нового міжнародного комунікативного формату IMARC — International MARC, який повинен був конкурувати з форматом UNIMARC.
1999 року в результаті узгодження та подальшого злиття бібліографічних форматів США та Канади (USMARC і CANMARC) оголошено про утворення на їх основі нового формату («Формату XXI століття») — MARC21. З цього часу організації, які орієнтувалися на формат USMARC, повинні перейти на формат MARC-21 і відстежувати усі його подальші зміни, включаючи нові доповнення до нього (раніше подібні вимоги були відсутні).

## Формати
Існує ціле сімейство форматів MARC; два основних відгалуження у розвитку формату, що конкурують між собою, це:
- MARC21, підтримуваний бібліотекою конгресу США, що використовується в основному у США та Великій Британії;
- UNIMARC, який підтримується міжнародною організацією IFLA та використовується в основному у Європі та Азії.